# 燒津市
燒津市（日语：／ Yaizu shi */?）為靜岡縣中部，位于旧駿河國的市。舊為志太郡。主要產業為遠洋漁業和水產加工業。

## 產業
- 水產業：鰹、鮪（漁獲量日本第一）、鯖（漁獲量日本第三） （2002年）
- 水產加工業：鳴門卷、柴魚、魚板、黑半片、鰹エキス(鰹魚萃取物)、塩辛（日语：塩辛）(海鮮醃製物)、佃煮
- 農業：蕃茄、哈密瓜、梨、綠茶

## 外部連結
- 燒津市
- OpenStreetMap上有關燒津市的地理